# Zoanthus robustus
Zoanthus robustus is een Zoanthideasoort uit de familie van de Zoanthidae. De wetenschappelijke naam van de soort is voor het eerst geldig gepubliceerd in 1950 door Carlgren.